# كيم هيون جونغ (مغنية)
كيم هيون جونغ (هانغل: 김현정) هي مغنية كورية جنوبية، ولدت في 4 أبريل 1976 في سول في كوريا الجنوبية.

## وصلات خارجية
- الموقع الرسمي
- كيم هيون جونغ على موقع ميوزك برينز (الإنجليزية)